# Bennet Omalu
Bennet Ifeakandu Omalu (nacido en septiembre de 1968) es un médico patólogo forense nigeriano-estadounidense, que fue el primero en descubrir y hacer pública la incidencia de encefalopatía crónica traumática (ECT) entre los jugadores de fútbol americano mientras trabajaba en la oficina del forense del Condado de Allegheny en Pennsilvania, Pittsburgh. Posteriormente se convirtió en el forense jefe del Condado de San Joaquín, California y en profesor en la Universidad de California en Davis.

## Biografía
Omalu nació en Nnokwa, en el sudeste de Nigeria, en septiembre de 1968, sexto de siete hermanos, durante la guerra civil de Nigeria, que obligó a su familia a desplazarse temporalmente. La madre de Omalu era modista y su padre ingeniero de minas y líder de la comunidad local. El apellido familiar, Omalu, es una forma abreviada de Onyemalukwube, que puede traducirse como «quien sabe, habla».

## Formación
Se graduó en medicina y cirugía en la Universidad de Nigeria, en Nsukka, en junio de 1990 y completó tres años como médico residente en la ciudad de Jos. Consiguió ser becado para completar estudios de epidemiología en la Universidad de Washington en Seattle, Washington. En 1995, dejó Seattle para ir a ejercer como médico interno residente en el Centro Hospitalario de Harlem, dependiente de la Universidad de Columbia en Nueva York, en donde realizó estudios de especialización en anatomía patológica y patología clínica.
Después de completar su residencia, empezó a ejercer como patólogo forense con el consultor forense Cyril Wecht, en la oficina del forense del Condado de  Allegheny, en Pennsilvania, Pittsburgh. Omalu centró su interés en la neuropatología.
Omalu cuenta con ocho títulos superiores, habiendo recibido becas de investigación en patología y neuropatología de la Universidad de Pittsburgh en 2000 y 2002 respectivamente, consiguiendo máster en salud pública (MPH) y en epidemiología en 2004 de la Universidad de Pittsburgh  y un MBA en la Escuela de Negocios Tepper de la Universidad de Carnegie Mellon en 2008.
Omalu es actualmente investigador médico jefe en el Condado de San Joaquín, California y es profesor del Departamento de Medicina Patológica y Laboratorio de la Universidad de California, en Davis.

## Investigación de la encefalopatía crónica traumática (ECT)
La autopsia que realizó Omalu a Mike Webster, un famoso jugador de los Pittsburgh Steelers fallecido en 2002, le llevó a observar la asociación de las lesiones en el cerebro del cadáver con la condición neurológica denominada encefalopatía crónica traumática o ECT, que había sido ya descrita en boxeadores y otros deportistas profesionales. Webster había fallecido de forma repentina e inesperada, tras años de lucha contra discapacidad intelectual y cognitiva, tendencias autodestructivas, desórdenes de ánimo, depresión, abuso de drogas e intentos de suicidio. Aunque el cerebro de Webster parecía normal en la autopsia, Omalu realizó un análisis de tejidos independiente y autofinanciado. Sospechó que Webster sufría de demencia pugilística, enfermedad que es inducida por impactos repetidos en la cabeza, una patología descubierta previamente en boxeadores. Utilizando una técnica especializada de tinción, Omalu identificó una acumulación excesiva de proteína tau en el cerebro de Webster, que afectaba el estado de ánimo, las emociones y las funciones ejecutivas, de forma parecida a aquella en la que las acumulaciones de la proteína beta-amiloide contribuyen a la enfermedad de Alzheimer.
Junto con colegas del departamento de patología de la Universidad de Pittsburgh, en 2005 Omalu publicó sus hallazgos en la revista Neurosurgery en un artículo titulado "Chronic Traumatic Encephalopathy in a National Football League Player (Encefalopatía traumática crónica en un jugador de la Liga Nacional de Fútbol)". En el artículo Omalu pidió que se estudiara más a fondo la enfermedad: "Aquí informamos el primer caso documentado de cambios neurodegenerativos a largo plazo en un jugador profesional retirado de la NFL compatibles con encefalopatía crónica traumática (ECT). Este caso llama la atención sobre una enfermedad que persiste "No se ha estudiado adecuadamente en la cohorte de jugadores de fútbol profesionales, y se desconocen las verdaderas tasas de prevalencia".
Omalu creía que los médicos de la Liga Nacional de Fútbol (NFL) estarían "encantados" de leerlo y que su investigación podría usarse para "solucionar el problema". El artículo recibió poca atención inicialmente, pero los miembros del comité de lesión cerebral traumática leve (MTBI) de la NFL pidieron más tarde su retractación en mayo de 2006. Su carta solicitando la retractación calificó la descripción de Omalu de ECT como "completamente incorrecta" y tachó el artículo como "un fracaso".
Más adelante, Omalu se asoció con Julian Bailes, neurocirujano, investigador de conmociones cerebrales y posteriormente presidente del departamento de neurocirugía de la Facultad de Medicina de la Universidad de Virginia Occidental, y el abogado de Virginia Occidental, Robert P. Fitzsimmons, para financiar el Instituto de Investigación de Lesiones Cerebrales, que creó un banco de cerebros y tejidos. En noviembre de 2006, Omalu publicó un segundo artículo en la revista Neurosurgery basado en sus hallazgos en el cerebro del exjugador de la NFL Terry Long, que sufría de depresión y se suicidó en 2005.Aunque Long murió a los 45 años, Omalu encontró concentraciones de proteína tau más consistentes con "un cerebro de 90 años con Alzheimer avanzado". Al igual que con Mike Webster, Omalu afirmó que la carrera futbolística de Long le había causado posteriormente daño cerebral y depresión.
Omalu también encontró evidencia de ECT en los cerebros de jugadores retirados de la NFL Justin Strzelczyk (fallecido en 2004 a los 36 años), Andre Waters (fallecido en 2006 a los 44 años) y Tom McHale (fallecido 2008 a los 45 años). En el verano de 2007, Bailes presentó sus hallazgos y los de Omalu al comisionado de la NFL Roger Goodell en una cumbre sobre conmociones cerebrales en toda la liga. Bailes dijo más tarde que la investigación fue "desestimada". El presidente del comité MTBI de la NFL, Dr. Ira Casson, dijo a la prensa: "En mi opinión, la única evidencia científicamente válida de una encefalopatía crónica en los atletas se encuentra en los boxeadores y en algunos jinetes de carreras de obstáculos."
La NFL no reconoció públicamente el vínculo entre las conmociones cerebrales sufridas en el fútbol y los efectos neurológicos a largo plazo hasta diciembre de 2009,  siete años después del descubrimiento de Omalu. 
Todo se precipitó cuando el mismo Dave Duerson, que había confrontado a Omalu, se suicidó con 50 años  dejando una nota manuscrita que decía: "Hagan que mi cerebro vaya al centro de estudio de la NFL". Duerson fue encontrado muerto en su apartamento de Sunny Isles Beach, Florida el 17 de febrero de 2011. El forense reportó que falleció por un disparo de arma de fuego autoinfligido en el pecho.
Dejó un mensaje para su familia en el que decía que quería que su cerebro se usara para la investigación de ECT en la Boston University School of Medicine
El 2 de mayo de 2011 los neurólogos de la Boston University confirmaron que Duerson tenía ECT, que es causada por los impactos repetidos en el cabeza. Entonces era uno de los 345 jugadores de la NFL diagnosticados con esta enfermedad tras su muerte.
Sin embargo, todavía en 2013, la reunión anual de la Academia Estadounidense de Neuropsicología Clínica (AACN) incluyó un debate entre dos expertos en conmociones cerebrales deportivas sobre la validez (o existencia) de la ECT.
En marzo de 2016, el vicepresidente sénior de políticas de salud y seguridad de la NFL, Jeff Miller, testificó ante el Congreso de Estados Unidos que entonces la NFL creía que había un vínculo entre el fútbol y la ECT.
En 2016, la Asociación Médica Estadounidense otorgó a Omalu su más alto honor, el Premio al Servicio Distinguido (Distinguished Service Award), por su trabajo en ECT.
Omalu también descubrió ECT en el cerebro de veteranos militares, publicando el primer caso documentado en un artículo de noviembre de 2011. 
Omalu encontró evidencia de ECT en un veterano de la guerra de Irak de 27 años que padecía trastorno de estrés postraumático (TEPT) y luego se suicidó.
El artículo de Omalu vincula el PTSD con el espectro de enfermedades ECT y exige más estudios.
Omalu fue el autor principal de un estudio publicado en noviembre de 2017 que por primera vez confirmó ECT en una persona viva. Un trazador radiactivo químico, FDDNP, se une a las proteínas tau, detectables mediante tomografía por emisión de positrones y asociado con las distribuciones topográficas distintivas características de ECT. Probado en al menos una docena de exjugadores de la NFL, se confirmó post mortem en el ex «linebacker» Fred McNeill.
Konstantine Kyros, un abogado que representó a más de 60 luchadores profesionales en una demanda colectiva contra WWE, afirmó que Omalu diagnosticó póstumamente con ECT a seis luchadores que Kyros representó.
Varios estudios usaron sensores en los cascos de los jugadores para medir la fuerza de los impactos. En los jugadores universitarios la fuerza iba desde 25.8g hasta 28.8g según la posición de juego. El número de contusiones cerebrales de un jugador por temporada iba de 302 a 782. La fuerza g mide la aceleración experimentada en un golpe. Un piloto de caza puede experimentar una fuerza de 10g en un vuelo de combate, un jugador de fútbol americano 27g en un golpe, una colisión en coche a 50 km/h supone 30g y un golpe a la cabeza de un boxeador sería 50g.
Se asocia la encefalopatía crónica traumática (ECT) con síntomas que incluyen la pérdida de memoria, conductas impulsivas, depresión y pensamientos suicidas.

## En los medios
Los esfuerzos de Omalu por estudiar y publicitar la incidencia del ECT entre la comunidad de jugadores de futbol americano y la forma en la que sufrió la radical oposición de la NFL fueron dados a conocer en un artículo de la revista GQ de 2009 escrito por la periodista Jeanne Marie Laskas. El artículo fue posteriormente desarrollado por su autora en forma de un libro, que se tituló en inglés Concussion (Penguin Random House, 2015), que a su vez fue adaptado al cine con la película  Concussion en inglés y titulada en español La verdad oculta en Hispanoamérica y La verdad duele en España, en la que el personaje protagonista de Omalu fue interpretado por Will Smith. Los productores de la película fueron  Ridley Scott, Giannina Scott, David Woltroff, Larry Shuman y Elizabeth Cantillon. El director fue Peter Landesman.
La producción de la película llevó a la creación de una fundación con el nombre de Omalu dedicada a la investigación del ECT.
En septiembre de 2016, Omalu volvió a despertar la atención mediática cuando sugirió en Twitter la posibilidad de que Hillary Clinton hubiera sido envenenada durante la campaña electoral de 2016, recomendando a sus asesores a «llevar a cabo un análisis toxicológico de la sangre de la Sra. Clinton.» posteriormente tuiteó «No me fío del Sr. Putin ni del Sr. Trump. Con estos dos, todo es posible.»

## Vida personal
Omalu está casado con Prema Mutiso, una nativa de Kenia. Viven en Lodi (California) y tiene dos hijos. Es católico practicante y se nacionalizó ciudadano de los Estados Unidos en febrero de 2015.